# Mutant (rollspel 1984)
För övriga versioner av rollspelet Mutant, se Mutant (rollspel)
Mutant, (även Gamla Mutant efter utgivningen av Nya Mutant 1989) är det första rollspelet i Mutant-serien, utgivet av Äventyrsspel 1984. Det utspelar sig i ett postapokalyptiskt Sverige. Med rollspelet följde introduktionsäventyret Uppdrag i Mos Mosel.

## Spelmiljö
Mutant utspelar sig i en avlägsen framtid efter Den stora katastrofen. Efter att en rymdsond tar tillbaka ytprover från Mars, som visar sig innehålla en obotbar sjukdom som orsakar en epidemi, så kollapsar den mänskliga civilisationen. De överlevande stänger in sig i slutna enklaver och under denna tid experimenterar man med att modifiera djur och människor genetiskt och släppa ut dem för att se om de kan överleva utanför enklaverna (ursprunget till spelets mutanter). Vissa av de utsläppta överlever och utgör förfäderna till spelets sentida mutantbefolkning. Efter att enklavernas isolering sinsemellan bryts, börjar konflikter dem emellan som till sist leder till ett kärnvapenkrig som gör slut på den gamla världens högteknologiska samhälle.
De enda som finns kvar av den gamla tiden är människor som frusits ned, cyborger och androider (spelets robotar). Hundratals år senare börjar muterade djur och människor så sakteliga bygga upp en ny samhällsordning. Rollspelet utspelar sig i ett framtida Sverige, men Sverige finns inte längre – landet är uppdelat i mindre samhällen som till exempel Pyrisamfundet. Områden som smittats av biologisk och/eller radioaktiv strålning under kriget och därför fyllts med farliga och underliga muterade varelser stämplas som Förbjudna zoner. Det är också där man kan göra de flesta intressanta fynden av den gamla världens högteknologi.

### Klasser
Rollpersonerna kan vara en av flera olika klasser:
- IMM – Icke muterad människa. En vanlig människa som undgått att bli muterad.
- FMM  – Fysiskt muterad människa. En människa som på grund av att dennes förfäder utsatts för radioaktiv strålning och andra genförändrande ämnen utvecklat mutationer (som ger fördelar, exempelvis två extra armar) och defekter (som ger nackdelar).
- PSI – Psykiskt muterad människa vars mutationer och defekter är mentala, som telepati och telekinesi. Eftersom de är fruktade av andra på grund av sina mystiska krafter försöker de ofta låtsas var vanliga människor.
- FMD – Fysiskt muterat djur. Ett djur som muterat till den grad att den utvecklat intelligens och talförmåga, förutom övriga mutationer. Motsvarar MM.
- MMD – Mentalt muterat djur. Ett djur som muterat till den grad att den utvecklat intelligens och talförmåga, förutom övriga mutationer. Motsvarar PSI.
- RBT – Robot. En på ytan människolik robot som överlevt katastrofen. I enlighet med robotikens lagar får de inte medvetet skada människor (mutanter undantagna).

Senare tillkom fler klasser (se nedan):
- CYB – Cyborg. Härstammar från tiden före katastrofen och är en människa som består av såväl biologisk vävnad som maskindelar.
- NFM – Nedfrusen människa (härstammar från tiden före katastrofen).
- RBM – Robotmänniska (en människohjärna med robotkropp).
- MVX – Muterad växt (en muterad växt).

## Expansioner
Expansionsmodulen Mutant 2 innehöll mer detaljerade regler, bland annat om strid och ett system med skador för enskilda kroppsdelar (en bieffekt av att detta blev att rollspersonerna tål mycket mindre skada i strid). Mutant 2 införde även mer högteknologi i världen bland annat genom införandet av klassen "Nedfrusen människa", personer som alltså är bekanta med den gamla världens teknologi och vet hur den används. Klassen "Cyborg" infördes i nummer 8 av tidskriften Sinkadus och var också ett steg i denna riktning. Efter att Äventyrsspel gett ut den nya versionen av Mutant 1989 med en ny spelvärld så började man ibland referera till den första versionen av Mutant som "gamla Mutant" för att hålla isär de två.

### Lista över utgivet material
- Mutant – grundregler (1984)
- Mutant 2 – expansionsmodul (1986)
- Efter Ragnarök – kampanjmodul (1987)
- I reptilmännens klor – äventyr (1985)
- Järnringen – äventyr (1985)
- Nekropolis (Grå döden 1) – äventyr (1985)
- Bris Brygga (Grå döden 2) – äventyr (1986)
- Brännpunkt Hindenburg – äventyr (1988)
- Katastrofens väktare – äventyr (1988)